# Mizrachijczycy

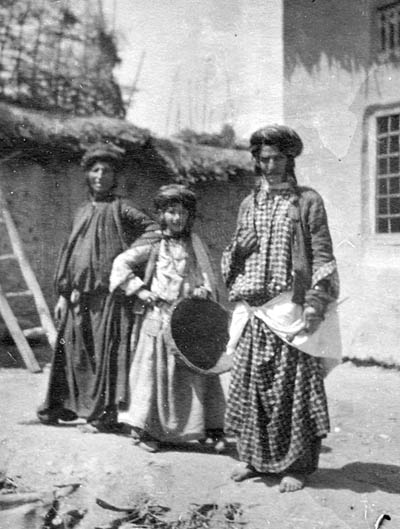
Kurdyjscy Żydzi Mizrahi w Rawanduz, północny Irak, 1905.

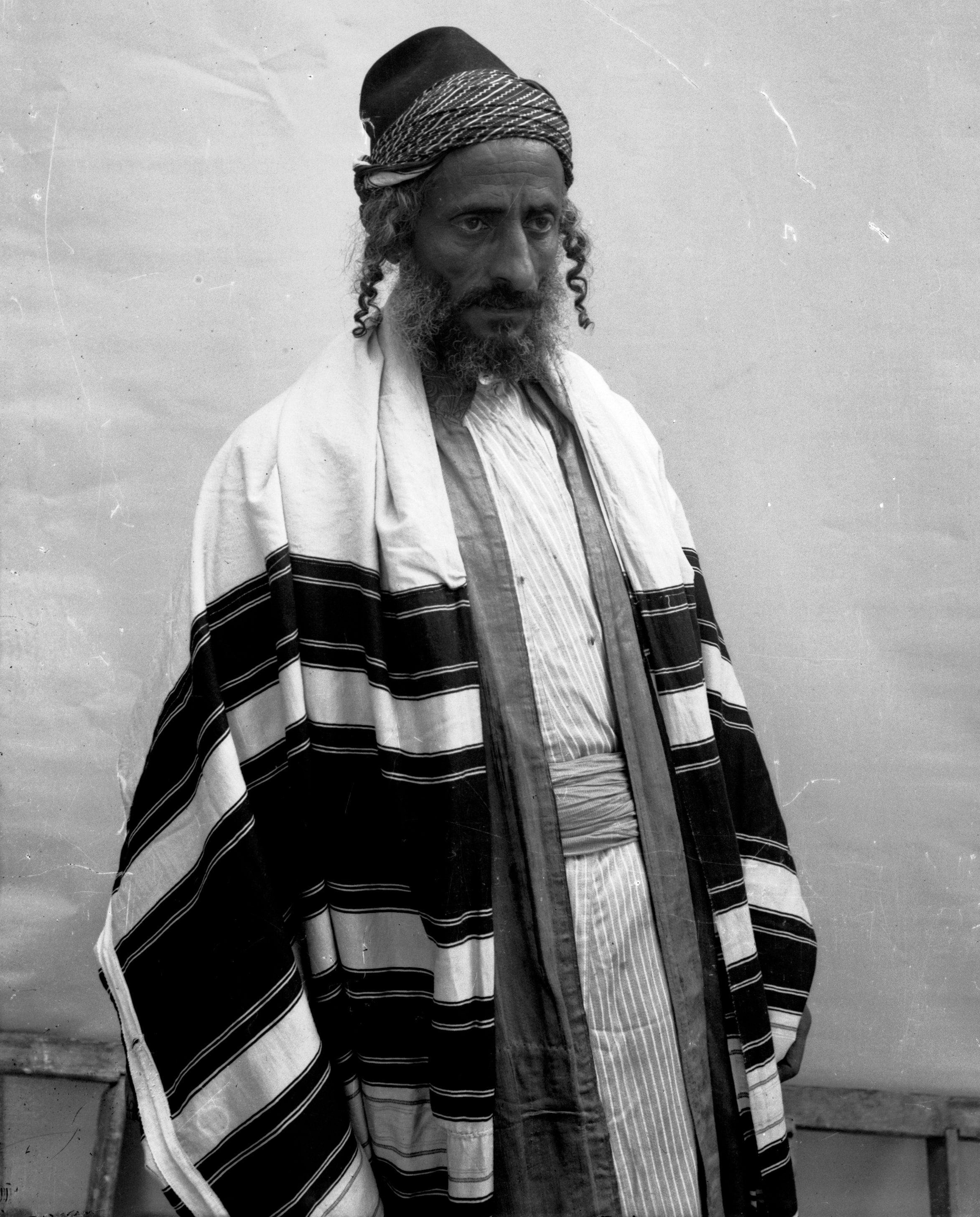
Jemeński Żyd Mizrahi z początku XX wieku.

Mizrachijczycy (także: Mizrahi, z hebr. מזרחים „wschodni”, spolszczona forma: mizrachim; inne nazwy: orientalni, mizrachijscy, lub arabscy Żydzi) – określenie ludności żydowskiej zamieszkującej obszary państw arabskich położonych w Afryce Północnej, na Bliskim Wschodzie, w Azji Środkowej oraz na Kaukazie. Niekiedy określa się ich jako ‘arabskich Żydów’, gdyż oprócz wspólnej ziemi, z Arabami łączy ich także język (np. judeo-arabskie dialekty takie jak maghrebi). Mizrachijczycy utrzymywali przeważnie dobre relacje z tubylczymi Arabami, jak i np. z napływową, jak oni sami, ludnością czarną. Żydzi mizrachim często utożsamiani są z Żydami sefardyjskimi ze względu na ten sam rytuał (odróżniający ich od Żydów aszkenazyjskich), oraz stykanie się tych dwóch grup etniczno-kulturowych w świecie (np. Żydzi sefardyjscy i arabscy zamieszkują we Francji oraz w Ameryce Łacińskiej, m.in. Argentyna).
Mała grupa Żydów mizrahi znalazła się również w Polsce. Przybyli z Imperium Osmańskiego podczas migracji ludów tureckich lub Ormian. Ich nazwiska często pochodziły od oryginalnych – hebrajskich – imion, lub genezy swojego ludu (np. Abrama, Salomona lub czasami Araba – jako że nieraz byli określani tym mianem), a z czasem zyskiwały polskie końcówki (np. ‘czyk’ – znaczącą „syn” – mówiącą o pochodzeniu przodków, podczas gdy np. ‘ski’, czy ‘wicz’ przyjmowane były raczej przez Żydów aszkenazyjskich). Po swym osiedleniu mizrachijczycy zaczęli mieszać się z aszkenazyjczykami, co sprawiło stopniowy zanik ich egzotycznych obyczajów. Według tradycji żydowskie dzieci urodzone w Europie mając jednego rodzica z kultury arabskiej, a drugiego aszkenazyjskiego, musiały być od początku wychowywane na aszkenazyjczyków, podczas gdy korzenie ich rodów od strony nieaszkenazyjskiego rodzica sięgały Turcji, Syrii, Libanu, a nawet Egiptu. Były to wyniki silnej asymilacji tej ludności, która w XVI wieku osiedliła się na terytorium Polski.